# 国際連合憲章前文
国際連合憲章 前文（こくさいれんごうけんしょう ぜんぶん 英 : Charter of the United Nations Preamble）は、国際連合憲章の条文の前にある文章である。前文の最初にある「我ら連合国の人民は」とは、当時においては、連合国共同宣言に署名したアメリカ合衆国、イギリス、ソビエト連邦、中華民国をはじめとする51ヶ国の人民のことを指す。

## 概要
この前文は、第一次世界大戦、第二次世界大戦の惨禍から将来の世代を救う事、基本的人権等の確認、当時の連合国の各政府代表がサンフランシスコ市で会合して、国際連合憲章への同意と、国際連合の創設について宣言する内容を主とする。